# Никола Топалджиков
Никола Тодоров Топалджиков е български офицер (генерал-майор), командир на 7-а дивизия през 1920 г. и началник на Щаба на армията в периода 3 декември 1920 – 20 април 1923 г.

## Биография
Никола Топалджиков е роден на 13 март 1875 г. в Русе. През 1899 г. завършва Военното училище в София, произведен в чин подпоручик и зачислен към 1-ви конен полк. В полка служи до 1902 г. От 1903 до 1905 г. следва в Императорската николаевска военна академия в Санкт-Петербург, Русия.
Преди и по време на Балканските войни е военно аташе в Цариград.
Топалджиков е назначен за началник на щаба на армията на 3 декември 1920 година при опитите на министър-председателя и военен министър Александър Стамболийски да ликвидира Военния съюз, уволнявайки много негови членове, сред които дотогавашния началник Петър Мидилев.
На 20 април 1923 г. е произведен в чин генерал-майор и преминава към запаса.
Генерал-майор Никола Топалджиков е убит през 1925 г. в Кюстендил.

## Военни звания
- Подпоручик (1899)
- Поручик (1903)
- Капитан (31 декември 1906)
- Майор (2 август 1912)
- Подполковник (2 август 1915)
- Полковник (15 октомври 1917)
- Генерал-майор (20 април 1923)